# Aker
Aker foi um município em Akershus, que empresta seu nome a um município e um condado na Noruega. O nome originalmente pertencia a uma fazenda que ficava perto da atual Igreja de Gamle Aker. A igreja, por sua vez tornou-se a origem do nome do município e do concelho.

## História
O hundred de Aker tinha 6 375 habitantes em 1769, e este número aumentou para 7 600 em 1801. Aker foi oficializado como município em 1º de janeiro de 1838. Ele foi subdividido em 1861 em Østre e Aker Vestre, e em 1906 foi novamente subdividido, desta vez em Ullern e Nordstrand. Em 1º de janeiro de 1948 o município de Aker foi incorporado à cidade de Oslo. O município tinha 135 000 habitantes na época e incluía as áreas residenciais de Ullern, Vestre Aker, Aker Østre e Nordstrand, e as áreas periféricas foram todas incorporadas a Oslo.
Desde a que a cidade de Christiania foi fundada, em 1624, Aker tinha sido a região de seu território destinada à expansão da cidade. A primeira expansão veio já em 1629, quando um número de fazendas foram transferidas para a área de Bymarken, que era a região que circundava Christiania até a expansão da cidade em 1859. Bymarken era um bem comum em que os cidadãos pudessem se engajar na agricultura para a sua própria limpeza e fornecer forragem de verão e inverno para o gado. A totalidade de Bymarken e porções de Akerselva foram incorporados à cidade em 1859. Ajustes foram feitos novamente em 1878 e Aker foi finalmente e totalmente incorporada a Oslo em 1948.